# Edge of Paradise
Edge of Paradise is een Amerikaanse rockband. De band werd in 2011 opgericht in Los Angeles. Kenmerkend aan de band zijn het gitaarwerk in combinatie met industriële en klassieke stijlen, en het bereik van de stem van zangeres Margarita Monet, die in 2012 werd opgenomen in de Top 25 Women in Hard Rock and Metal van webzine Metalholic. Een ander opvallend karakteristiek aan de band is dat Margarita Monet alle kostuums, kunst en andere merchandise volledig zelf maakt.

## Geschiedenis
Edge of Paradise werd in 2011 opgericht door leadgitarist Dave Bates en zangeres Margarita Monet. Na Monets afstuderen in 2010 verruilde ze New York voor Los Angeles, waar ze gitarist Dave Bates ontmoette. Het tweetal werd een maand lang ingehuurd door een lokale muziekproducent; Monet werd tevens lid van een zang- en dansgroep. Nadat de maand voorbij was, vroeg Bates Monet als zangeres van Bates' rockband BLEED, die kort erna werd omgedoopt tot Edge of Paradise.
Bates was opgegroeid met rock- en metalmuziek en liet zich beïnvloeden door bands als Metallica, Iron Maiden en Black Sabbath. Monet groeide, daarengeten, op met klassieke (piano)muziek. Een gedeelde passie vond het duo in industriële rock. Op 15 september 2011 verscheen het debuutalbum Mask op platenlabel Melrose Music Studios. Het album kon rekenen op gemengde recensies: zo vond webzine Front Row Report het album goed, maar instrumentaal soms nét iets te veel van het goede, en gaf aan wat stemkracht en grunts te missen bij zangeres Margarita Monet.
Het tweede album, Immortal Waltz, werd op 22 mei 2015 uitgebracht bij platenlabel Pure Steel Records en uitgegeven door Soulfood. De productie lag in handen van gitarist Michael Wagener. Lezers van tijdschrift Revolver verkozen Immortal Waltz in juni van dat jaar tot album van de week. De ep die daarop volgde, Alive, wist twee plekjes te veroveren op de Billboard-albumlijsten en werd beter ontvangen door critici.
In 2020 tekende Edge of Paradise een platencontract bij Frontiers Records, in 2024 gevolgd door een contract bij Napalm Records. In 2022 maakte Edge of Paradise deel uit van de tournee van International Women Of Rock van dat jaar; in 2025 ging de band op tournee met Delain en Xandria. Op 28 april van dat jaar verscheen de single Hear Me, een akoestische ballad.

## Discografie

### Albums
| Jaar | Titel          |
| ---- | -------------- |
| 2011 | Mask           |
| 2015 | Immortal Waltz |
| 2019 | Universe       |
| 2021 | The Unknown    |
| 2023 | Hologram       |
| 2025 | Prophecy       |

### Ep's
| Jaar | Titel                  |
| ---- | ---------------------- |
| 2013 | Perfect Shade of Black |
| 2017 | Alive                  |

### Singles
| Jaar | Titel                         | Album          | Opmerkingen                                       |
| ---- | ----------------------------- | -------------- | ------------------------------------------------- |
| 2011 | Mask                          | Mask           |                                                   |
| 2015 | In a Dream                    | Immortal Waltz |                                                   |
| 2015 | Rise For the Fallen           | Immortal Waltz |                                                   |
| 2017 | Alive                         | Alive          |                                                   |
| 2019 | Universe                      | Universe       |                                                   |
| 2019 | Alone                         | Universe       |                                                   |
| 2019 | Fire                          | Universe       |                                                   |
| 2020 | In a Dream (acoustic)         | -              |                                                   |
| 2021 | Digital Paradise              | The Unknown    |                                                   |
| 2021 | My Method Your Madness        | The Unknown    |                                                   |
| 2021 | Love, Reign o'er Me           | -              | cover van The Who                                 |
| 2022 | The Unknown (Go Higher)       | The Unknown    |                                                   |
| 2022 | Welcome to the Jungle         | -              | cover van Guns N' Roses                           |
| 2022 | Bound To the Rhythm           | The Unknown    |                                                   |
| 2023 | Hologram                      | Hologram       |                                                   |
| 2023 | Soldiers of Danger            | Hologram       |                                                   |
| 2023 | Basilisk                      | Hologram       |                                                   |
| 2023 | Another Life                  | Hologram       |                                                   |
| 2023 | Disarm                        | -              | met Caleb Hyles - cover van The Smashing Pumpkins |
| 2024 | Rogue (Aim For The Kill)      | Prophecy       |                                                   |
| 2025 | Death Note                    | Prophecy       |                                                   |
| 2025 | Prophecy Unbound              | Prophecy       |                                                   |
| 2025 | Give It To Me (Mind Assassin) | Prophecy       | met Ben V                                         |
| 2025 | Hear Me                       | Prophecy       |                                                   |
| 2025 | The Other Side of Fear        | Prophecy       |                                                   |